# Vysoká, Mělník
Vysoká là một làng thuộc huyện Mělník, vùng Středočeský, Cộng hòa Séc.